# Joaquín Arjona y Ferrer
Joaquín Arjona y Ferrer (Sevilla, 21 de abril de 1817-Madrid, 21 de agosto de 1875) fue un actor español. 

## Biografía
Nació el 21 de abril de 1817 en Sevilla, hijo de Manuel de Arjona, un militar natural de Jerez de la Frontera, y de la actriz Josefa Ferrer natural de La Coruña. En 1829, con doce años, salió ya a un escenario. Después inició estudios de medicina, que abandonó para dedicarse al teatro. Su hermano Enrique Arjona también fue actor. Contrajo matrimonio con Manuela Laínez y del Pozo, con quien fue padre entre otros del bibliotecario y dramaturgo Joaquín Arjona y Laínez.
En el año 1844 figura actuando en el Teatro del Circo de Madrid, con una compañía dramática encabezada por José Valero como primer actor y director de escena. En ella estaban también Joaquina Baus, Josefa Valero, José Tamayo, Jerónima Llorente y Antera Baus. Actuó en ese escenario durante varias temporadas, hasta que entre 1856 y 1858 se asoció con Julián Romea. A partir de 1865 fue profesor en el Conservatorio de Madrid, teniendo como discípulos a Fernando Ossorio, Manuel Ossorio, Emilio Mario y  Victorino Tamayo. Representó numerosas obras clásicas y llevó la dirección artística en el Teatro Variedades de Madrid y en el primitivo Teatro Lope de Vega.
Falleció a los 58 años el 21 de agosto de 1875 en Madrid.

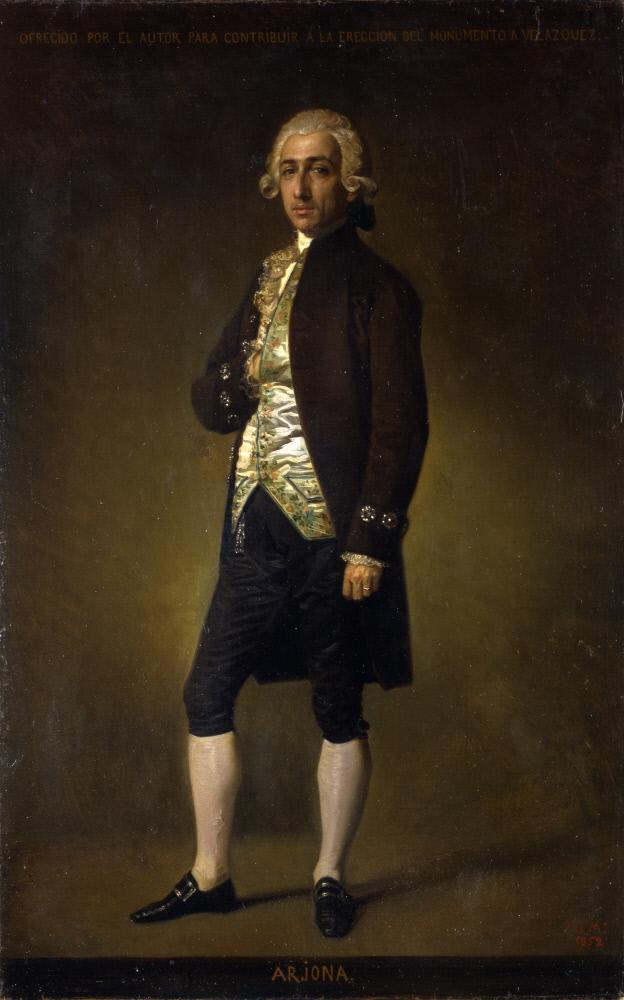
Retrado de Joaquín Arjona y Ferrer por Federico de Madrazo y Kuntz